# 고태순
고태순(高泰順, 1956년 11월 12일 ~ )은 대한민국의 제10, 11대 제주특별자치도의원이다.

## 학력
- 제주산업정보대학 관광호텔경영과 졸업

## 경력
- 민주평화통일자문회의 자문위원
- 민주당 제주특별자치도당 제주시 을 지역위원회 여성위원장
- 더불어민주당 제주특별자치도당 여성위원회 위원장
- 2014.07 ~ 2018.06: 제10대 제주특별자치도의회 의원
- 2018.07 ~ 2022.06: 제11대 제주특별자치도의회 의원

## 역대 선거 결과
|  | 37.82% |

|  | 56.88% |